# Chiến dịch tấn công Saar
Chiến dịch tấn công Saar là một cuộc tấn công của quân đội Pháp nhằm vào khu vực phòng ngự của Tập đoàn quân số 1 của Đức tại Saarland trên Mặt trận phía Tây trong giai đoạn khởi đầu của cuộc Chiến tranh thế giới thứ hai, đã diễn ra từ ngày 7 cho đến ngày 16 tháng 9 năm 1939. Mục tiêu của đợt tấn công này là để hỗ trợ cho Ba Lan, vốn đang bị Đức Quốc xã tấn công. Phía Pháp dự kiến sẽ thực hiện cuộc tổng tấn công này với 40 sư đoàn, trong đó có một sư đoàn thiết giáp, 3 sư đoàn cơ giới hóa, 78 trung đoàn pháo binh và 40 tiểu đoàn xe tăng.
Trên thực tế, chỉ có khoảng 10 sư đoàn tham gia trong chiến dịch tấn công nửa vời của người Pháp. Với một lực lượng nhỏ, Thượng tướng Erwin von Witzleben đã chặn được bước tiến của đối phương. Sau đó, từ ngày 16 cho đến ngày 17 tháng 10, ông phát động một cuộc phản công đẩy lùi quân Pháp ra khỏi phần lớn lãnh thổ mà họ chiếm được. Sau đó, hai bên bắt đầu cầm cự trong cái gọi là "Cuộc chiến tranh kỳ quặc".

## Mục tiêu của Chiến dịch Saar
Theo thỏa ước quân sự Pháp-Ba Lan, quân đội Pháp phải bắt đầu chuẩn bị cho một chiến dịch tấn công quy mô lớn 3 ngày sau khi cuộc tổng động viên khởi đầu. Các lực lượng Pháp được giao trách nhiệm giành quyền kiểm soát khu vực giữa biên giới Pháp - Đức và tuyến phòng thủ Siegfried, và thăm dò hệ thống phòng ngự của Đức. Đến ngày thứ 15 của cuộc tổng động viên (tức là ngày 16 tháng 6), quân đội Pháp sẽ phát động một cuộc tấn công toàn lực vào nước Đức. Việc động viên cục bộ ở Pháp bắt đầu vào ngày 26 tháng 8 và đến ngày 1 tháng 9 thì lệnh tổng động viên được thi hành.
Cuộc tổng động viên của Pháp chịu thiệt thòi từ bộ máy quân sự cũ kỹ của họ. Ngành hậu cần quân sự của Pháp thiếu thốn các cỗ xe tăng và phi cơ của nền quân sự cơ giới hóa của Đức vốn ảnh hưởng lớn đến khả năng triển khai nhanh chóng các lực lượng của họ trên chiến trường của họ. Bộ Chỉ huy quân Pháp vẫn còn trông cậy vào các chiến thuật thời Chiến tranh thế giới thứ nhất, trong đó lệ thuộc vào các khẩu pháo cố định mà người ta phải mất thời gian để vận chuyển và triển khai (nhiều khẩu pháo cũng cần phải được đưa ra khỏi kho dự trữ trước khi bất kỳ một cuộc tiến quân nào có thể được thực hiện).

## Các hoạt động của người Pháp
Một chiến dịch tấn công của quân đội Pháp tại thung lũng Rhein đã mở màn vào ngày 7 tháng 9 năm 1939, 4 ngày sau khi Pháp tuyên chiến với Đức. Trong bối cảnh ấy, quân đội Đức Quốc xã đang bận bịu với cuộc tấn công vào Ba Lan, và binh lính của Pháp nắm được lợi thế áp đảo về mặt quân số dọc theo biên giới nước Đức. Tuy nhiên, người Pháp hầu như không có bất cứ hành động nào cụ thể để cứu nguy cho Ba Lan. 11 sư đoàn của Pháp, một phần của Cụm tập đoàn quân số 2, tiến dọc theo một chiến tuyến dài 32 km (20 mi) gần Saarbrücken trước sự kháng cự yếu ớt của người Đức. Quân Pháp tiến được 8 km (5,0 mi) và chiếm được ít nhất là 12 ngôi làng và thị trấn,, vốn đã bị quân đội Đức bỏ trống, và chỉ vấp phải sự chống cự nhỏ. 4 xe tăng Renault R35 của Pháp bị mìn ở phía bắc Bliesbrück phá hủy. Vào ngày 10 tháng 9, quân Đức mở một cuộc phản công nhỏ vào ngôi làng Apach, vài tiếng đồng hồ sau quân Pháp chiếm lại được làng này. Vào ngày 12 tháng 9, Trung đoàn Bộ binh số 32 của Pháp đã đánh chiếm thị trấn Brenschelbach của Đức với thiệt hại là một Đại úy, một Hạ sĩ và 7 binh nhì. Tuy nhiên, cuộc tấn công nửa vời của Pháp bị dừng lại sau khi họ đánh chiếm rừng Warndt, vì gặp phải bãi mìn dày đặc ở một chiến địa sâu 3 dặm vuông Anh (7,8 km2) của quân Đức. Quân Pháp không thể đến tuyến phòng ngự Siegfried.

## Sau chiến dịch

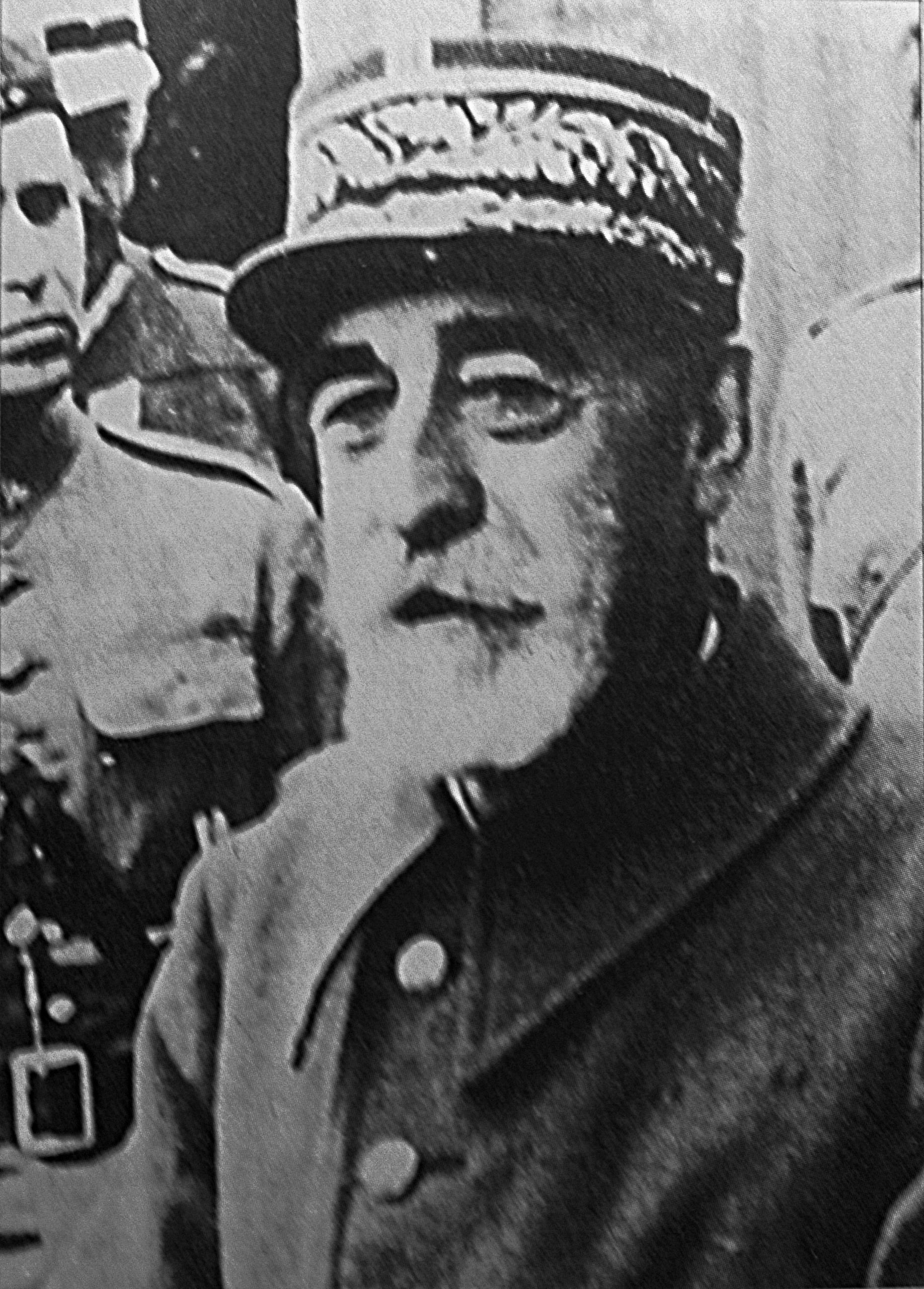
Louis Faury, đại diện của Phái đoàn quân sự Pháp tại Ba Lan

Cuộc tấn công không hề gây cho các lực lượng của Đức phải điều bớt quân từ Ba Lan. Ý định tấn công toàn lực bằng 40 sư đoàn của Pháp không bao giờ trở thành hiện thực. Vào ngày 12 tháng 9, Hội đồng chiến tranh Tối cao Anh-Pháp họp lần đầu tiên tại Abbeville ở Pháp. Kết luận của cuộc họp là tất cả các cuộc tấn công phải bị đình lại ngay lập tức. Tổng tư lệnh quân đội Pháp Maurice Gamelin ra lệnh cho quân Pháp dừng lại ở các vị trí cách phòng tuyến Siegfried của Đức ít nhất 1 cây số. Ba Lan không được thông báo về quyết định này. Thay vì đó, Gamelin lại dối trá nói với Nguyên soái Ba Lan Edward Rydz-Śmigły rằng 1/2 các sư đoàn của ông đang giao chiến với đối phương, và các cuộc tiến công của quân Pháp đã buộc quân đội Đức Quốc xã phải rút ít nhất 6 sư đoàn khỏi Ba Lan. Ngày hôm sau, người đứng đầu Phái đoàn quân sự Pháp tại Ba Lan—Tướng Louis Faury—đã thông báo với viên tham mưu trưởng của Ba Lan—Tướng Wacław Stachiewicz—rằng kế hoạch tấn công Đức trên Mặt trận phía Tây bị dời lại từ ngày 17 sang ngày 20 tháng 9 năm 1939. Từ ngày 16 cho đến ngày 17 tháng 10, quân đội Đức, giờ đã được tăng viện với các lực lượng trở về từ Chiến dịch tấn công Ba Lan, đã phát động một chiến dịch phản công đánh bật quân Pháp ra khỏi phần lớn lãnh thổ bị mất, với thiệt hại nhẹ cho cả hai phe, mặc dù phe Đồng Minh tuyên bố là đã gây thiệt hại đến 5.000 quân Đức. Các lực lượng yểm trợ của Pháp tại lãnh thổ này đã triệt thoái theo dự kiến. Các bản báo báo của Đức cho biết rằng 196 binh lính tử trận, cộng thêm 114 mất tích và 356 bị thương. Họ cũng tuyên bố rằng 11 phi cơ của họ đã bị bắn hạ cho đến tận ngày 17 tháng 10. Quân Pháp chịu thiệt hải khoảng 2,000 người chết, bị thương hoặc bị ốm. Trong thời điểm này, toàn bộ các sư đoàn Pháp đã được rút lui về các doanh trại của mình dọc theo tuyến phòng ngự Maginot. Cuộc chiến tranh kỳ quặc đã khởi đầu.